# Gramsbergen

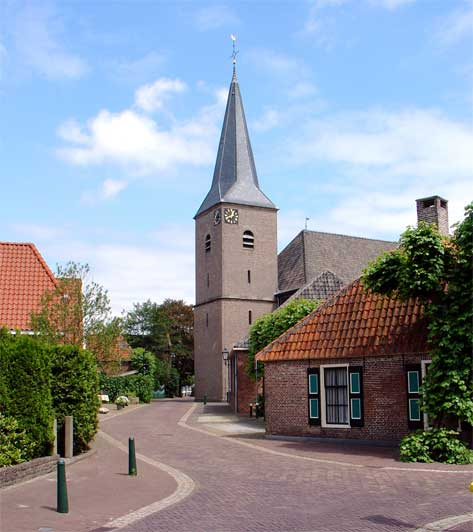
Zicht op Gramsbergen

Gramsbergen (Nedersaksisch: Grambargn (uitspraak: Grambarn), of Gramsbarge) is een Nederlands stadje en voormalige gemeente in de gemeente Hardenberg (Overijssel).

## Geschiedenis
Gramsbergen wordt sinds prehistorische tijden bewoond en in het Cultuur Historisch Informatie Centrum Vechtdal worden gebruiksvoorwerpen tentoongesteld waarvan sommigen dateren van 8000 v.Chr.. In 1339 is er sprake van de bouw van een kasteel, het Huis van Gramsbergen, door de heer van Borculo-Gramsbergen. Het kasteel werd in 1822 afgebroken. In 1593, tijdens de Tachtigjarige Oorlog, werd Gramsbergen bezet door de Spaanse krijgsheer Francisco Verdugo met als doel het Kasteel van Coevorden te belegeren. In april 1594 werd Coevorden door prins Maurits ontzet.
Gramsbergen kreeg in 1442 stadsrechten. In de tijd van het Hanzeverbond, tot ca. 1500, waren er in Overijssel een aantal belangrijke Hanzesteden als Kampen, Zwolle en Deventer. Deze zogeheten Gemeene of Principaalsteden zochten contact met kleinere steden en dorpen in hun achterland. In Overijssel was een groot aantal van deze Bijsteden aan een van de grote IJsselsteden gelieerd. Zo was Gramsbergen, met onder andere Hasselt, Ommen, Oldenzaal en Enschede verbonden met de destijds belangrijke handelsstad Deventer. Men had waarschijnlijk weinig meer dan landbouwproducten te bieden. De geringe betrokkenheid van Gramsbergen bij de Hanze was uitsluitend te danken aan de ligging aan een toen belangrijke vaarverbinding via de Vecht.
Op 13 februari 1795 werd er een meiboom geplant op het huidige Meiboomsplein. Dit om de komst van de Fransen te vieren. Vandaag de dag draagt het plein nog steeds dezelfde naam, maar is er geen meiboom meer te vinden. Er bestaan echter wel plannen om hier een dergelijke boom te planten. In 2001 is op het Meiboomsplein een symboliserende meiboom geplaatst, een mast met versierselen en symbolieken. Op het Meiboomsplein was oorspronkelijk een dobbe.
De gemeente Gramsbergen werd door de gemeentelijke herindeling bij wet van 29 juni 2000 aan de gemeente Hardenberg toegevoegd.

## Geografie
Gramsbergen is gelegen tussen het Overijsselse Hardenberg en het Drentse Coevorden. Het stadje ligt aan de Vecht. De stad is te bereiken via de N34 (Zwolle - Emmen), de spoorweg Zwolle - Emmen en het Kanaal Almelo-De Haandrik.

## Monumenten
Een deel van Gramsbergen is een beschermd stadsgezicht. Zie ook:
- Lijst van rijksmonumenten in Gramsbergen
- Lijst van gemeentelijke monumenten in Gramsbergen

## Evenementen
- In Gramsbergen wordt elke zomer, rond de verjaardag van wijlen koningin Wilhelmina, een feestweek georganiseerd door de Oranjevereniging. Dit feest wordt sinds 1927 gehouden.

## Bekende Gramsbergers
- Gary Hekman, Nederlands kampioen skeeleren 2006 en 2008, 'A Rijders'.
- Erik Hulzebosch, schaatser, skeeleraar en zanger.
- Albert Jonkeren, burgemeester van Termunten en Sappemeer.
- Jan Siebenga, veearts, introduceerde de KI bij rundvee in Nederland.
- Albert Timmer, profwielrenner bij Team Sunweb.
- Adrian Verbree, predikant en christelijk auteur.
- Leo de Haas, presentator van o.a. Blik op de weg.